# Forbes Field
Le Forbes Field est un ancien stade de baseball et de football américain situé dans le quartier d'Oakland, à Pittsburgh, dans l'État américain de Pennsylvanie.

## Histoire
Construit en 1909 et démoli en 1971, il a été le troisième domicile des Pirates de Pittsburgh, club des ligues majeures de baseball (MLB), et le premier domicile des Steelers de Pittsburgh, franchise de football américain évoluant en National Football League (NFL). Le stade a également été le domicile des Panthers de l'université de Pittsburgh de 1909 à 1924. L'édifice est baptisé du nom du général britannique John Forbes, qui s'est illustré dans la guerre de la Conquête et qui est à l'origine du nom de la ville, « Pittsburgh ».
Le projet d'un montant de 1 million de dollars USD (environ 26 millions de dollars aujourd'hui) est financé par Barney Dreyfuss (en), propriétaire des Pirates de Pittsburgh, afin de déménager de leur ancien domicile, l'Exposition Park. Sa construction en béton et en acier en fait l'un des premiers stades de ce type aux États-Unis. Le match d'inauguration a lieu le 30 juin 1909 et fait s'affronter les Pirates aux Cubs de Chicago. Le stade a à plusieurs reprises rénové, le plus souvent pour augmenter sa capacité. Les Pirates y ont remporté trois Séries mondiales.